# U-568 (tàu ngầm Đức)
U-568 là một tàu ngầm tấn công  Lớp Type VII thuộc phân lớp Type VIIC được Hải quân Đức Quốc Xã chế tạo trong Chiến tranh Thế giới thứ hai. Nhập biên chế năm 1941, nó đã thực hiện được năm chuyến tuần tra, đánh chìm một tàu buôn tải trọng 6.023 GRT cùng hai tàu chiến với tổng tải trọng 1.850 tấn, đồng thời gây hư hại cho một tàu chiến tải trọng 1.630 tấn. Trong chuyến tuần tra cuối cùng, U-568 bị tàu khu trục HMS Hero cùng các tàu khu trục hộ tống HMS Eridge và HMS Hurworth của Hải quân Hoàng gia Anh đánh chìm trong Địa Trung Hải về phía Đông Bắc Tobruk vào ngày 28 tháng 5, 1942.

## Thiết kế và chế tạo

### Thiết kế

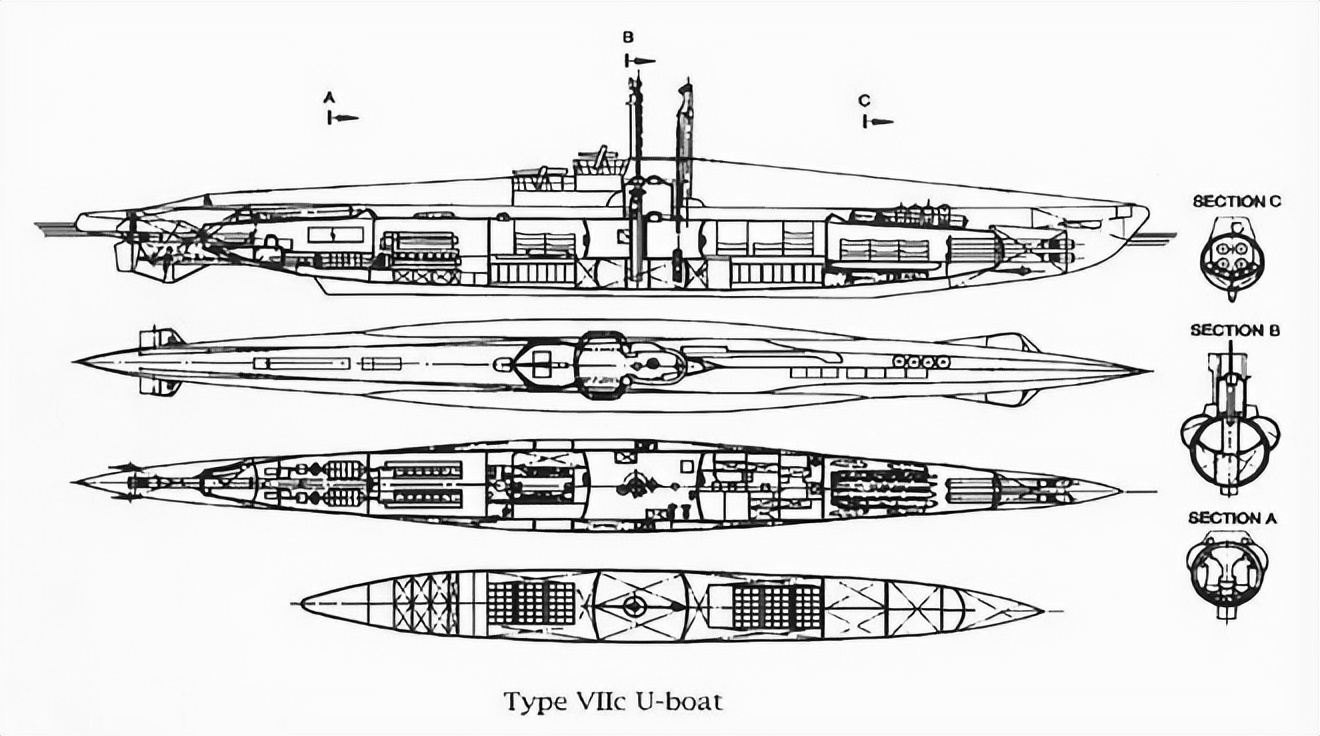
Sơ đồ các mặt cắt một tàu ngầm Type VIIC

Phân lớp VIIC của Tàu ngầm Type VII là một phiên bản VIIB được kéo dài thêm. Chúng có trọng lượng choán nước 769 t (757 tấn Anh) khi nổi và 871 t (857 tấn Anh) khi lặn). Con tàu có chiều dài chung 67,10 m (220 ft 2 in), lớp vỏ trong chịu áp lực dài 50,50 m (165 ft 8 in), mạn tàu rộng 6,20 m (20 ft 4 in), chiều cao 9,60 m (31 ft 6 in) và mớn nước 4,74 m (15 ft 7 in).
Chúng trang bị hai động cơ diesel Germaniawerft F46 siêu tăng áp 6-xy lanh 4 thì, tổng công suất 2.800–3.200 PS (2.100–2.400 kW; 2.800–3.200 bhp), dẫn động hai trục chân vịt đường kính 1,23 m (4,0 ft), cho phép đạt tốc độ tối đa 17,7 kn (32,8 km/h), và tầm hoạt động tối đa 8.500 nmi (15.700 km) khi đi tốc độ đường trường 10 kn (19 km/h). Khi đi ngầm dưới nước, chúng sử dụng hai động cơ/máy phát điện Garbe, Lahmeyer & Co. RP 137/c  tổng công suất 750 PS (550 kW; 740 shp). Tốc độ tối đa khi lặn là 7,6 kn (14,1 km/h), và tầm hoạt động 80 nmi (150 km) ở tốc độ 4 kn (7,4 km/h). Con tàu có khả năng lặn sâu đến 230 m (750 ft).
Vũ khí trang bị có năm ống phóng ngư lôi 53,3 cm (21 in), bao gồm bốn ống trước mũi và một ống phía đuôi, và mang theo tổng cộng 14 quả ngư lôi, hoặc tối đa 22 quả thủy lôi TMA, hoặc 33 quả TMB. Tàu ngầm Type VIIC bố trí một hải pháo 8,8 cm SK C/35 cùng một pháo phòng không 2 cm (0,79 in) trên boong tàu. Thủy thủ đoàn bao gồm 4 sĩ quan và 40-56 thủy thủ.

### Chế tạo
U-568 được đặt hàng vào ngày 24 tháng 10, 1939, và được đặt lườn tại xưởng tàu của hãng Blohm & Voss ở Hamburg vào ngày 27 tháng 4, 1940. Nó được hạ thủy vào ngày 6 tháng 3, 1941, và nhập biên chế cùng Hải quân Đức Quốc Xã vào ngày 1 tháng 5, 1941 dưới quyền chỉ huy của Hạm trưởng, Đại úy Hải quân Joachim Preuss.

## Lịch sử hoạt động
Sau khi hoàn tất việc huấn luyện trong thành phần Chi hạm đội U-boat 3, U-568 tiếp tục hoạt động trên tuyến đầu cùng đơn vị này cho đến khi được điều sang Chi hạm đội U-boat 29 từ ngày 1 tháng 1, 1942 để hoạt động trong khu vực Đia Trung Hải cho đến khi bị mất.

### 1941

#### Chuyến tuần tra thứ nhất
U-568 khởi hành từ cảng Trondheim, Na Uy vào ngày 3 tháng 8, 1941 cho chuyến tuần tra đầu tiên trong chiến tranh. Nó băng qua khe GI-UK giữa Iceland và quần đảo Faroe để vòng qua quần đảo Anh và hoạt động tại các vùng biển Bắc Đại Tây Dương về phía Nam Iceland và Tây Ireland (Khu vực Tiếp cận phía Tây). Ở phía Nam Iceland vào ngày 12 tháng 8, nó cùng bầy sói Grönland tấn công Đoàn tàu ON-4, đánh chìm tàu corvette Anh Picotee (925 tấn) tại tọa độ 62°00′B 16°01′T / 62°B 16,017°T, gây tổn thất toàn bộ thủy thủ đoàn. Chiếc tàu ngầm kết thúc chuyến tuần tra tại cảng St. Nazaire bên bờ Đại Tây Dương của Pháp đã bị Đức chiếm đóng, đến nơi vào ngày 10 tháng 9.

#### Chuyến tuần tra thứ hai
U-568 xuất phát từ St. Nazaire vào ngày 9 tháng 10, cho chuyến tuần tra thứ hai, và đã tiếp tục hoạt động tại Khu vực Tiếp cận phía Tây. Vào ngày 16 tháng 10, nó phóng ngư lôi tấn công Đoàn tàu SC-48, đánh chìm chiếc tàu buôn Anh Empire Heron 6.023 GRT ở vị trí về phía Đông Nam mũi Farewell, Greenland. Sang ngày hôm sau 17 tháng 10, chiếc tàu ngầm lại phóng một loạt bốn quả ngư lôi tấn công tàu khu trục USS Kearny (1.630 tấn) của Hải quân Hoa Kỳ, vốn trong thành phần hộ tống cho Đoàn tàu SC-48; Kearny bị hư hại nặng và phải được sửa chữa cho đến tháng 4, 1942.
Ngay sau đó U-568 bị tàu corvette Canada HMCS Pictou phát hiện, truy đuổi và bắn pháo 4-inch tấn công. U-568 phản công, phóng một quả ngư lôi nhắm vào Pictou, nhưng quả ngư lôi đi trượt qua cách mạn trái chiếc tàu corvette 15 ft (4,6 m). U-568 lặn xuống né tránh trong khi Pictou thả hai loạt với tổng cộng 11 quả mìn sâu tấn công, nhưng chúng được cài đặt quá nông để có thể gây tổn hại cho chiếc U-boat. U-568 kết thúc chuyến tuần tra và quay trở về St. Nazaire vào ngày 7 tháng 11.

#### Chuyến tuần tra thứ ba
Được điều sang hoạt động tại khu vực Địa Trung Hải, U-568 khởi hành từ cảng St. Nazaire vào ngày 4 tháng 12. Nó vượt qua được eo biển Gibraltar được lực lượng Đồng Minh phòng thủ nghiêm ngặt vào ngày 10 tháng 10, và đã hoạt động tuần tra tại khu vực Đông Địa Trung Hải ngoài khơi bờ biển Ai Cập. Tại đây vào ngày 24 tháng 12, nó phóng một loạt bốn quả ngư lôi tấn công và đánh chìm được tàu corvette Anh Salvia (925 tấn), vốn đang hộ tống cho Đoàn tàu TA-5 ở vị trí khoảng 100 nmi (190 km) về phía Tây Alexandria, Ai Cập. U-568 kết thúc chuyến tuần tra và đi đến căn cứ mới tại La Spezia, Ý vào ngày 17 tháng 1, 1942.

### 1942

#### Chuyến tuần tra thứ tư
Chuyến tuần tra thứ tư của U-568, cùng xuất phát và kết thúc tại cảng La Spezia, diễn ra từ ngày 2 đến ngày 30 tháng 3, 1942. Chiếc tàu ngầm quay lại hoạt động tại khu vực Đông Địa Trung Hải ngoài khơi Ai Cập và Libya, nhưng không đánh chìm được mục tiêu nào.

#### Chuyến tuần tra thứ năm – Bị mất
U-568 khởi hành từ cảng La Spezia vào ngày 21 tháng 5 cho chuyến tuần tra thứ năm, cũng là chuyến cuối cùng, để tiếp tục hoạt động tại khu vực Đông Địa Trung Hải. Vào ngày 28 tháng 5, U-568 bị tàu khu trục HMS Hero phối hợp cùng các tàu khu trục hộ tống HMS Eridge và HMS Hurworth của Hải quân Hoàng gia Anh đánh chìm trong Địa Trung Hải về phía Đông Bắc Tobruk, tại tọa độ 32°42′B 24°53′Đ / 32,7°B 24,883°Đ.  Toàn bộ 47 thành viên thủy thủ đoàn của U-568 đều đã sống sót và bị bắt làm tù binh chiến tranh.

### "Bầy sói" tham gia
U-568 từng tham gia bốn bầy sói:
- Grönland (10 – 23 tháng 8, 1941)
- Kurfürst (23 tháng 8 – 2 tháng 9, 1941)
- Seewolf (2 – 8 tháng 9, 1941)
- Reissewolf (21 – 31 tháng 10, 1941)

### Tóm tắt chiến công
U-568 đã đánh chìm được một tàu buôn tải trọng 6.023 GRT cùng hai tàu chiến với tổng tải trọng 1.850 tấn, đồng thời gây hư hại cho một tàu chiến tải trọng 1.630 tấn:
| Ngày              | Tên tàu      | Quốc tịch              | Tải trọng | Số phận      |
| ----------------- | ------------ | ---------------------- | --------- | ------------ |
| 12 tháng 8, 1941  | HMS Picotee  | Hải quân Hoàng gia Anh | 925       | Bị đánh chìm |
| 16 tháng 10, 1941 | Empire Heron | United Kingdom         | 6.023     | Bị đánh chìm |
| 17 tháng 10, 1941 | USS Kearny   | Hải quân Hoa Kỳ        | 1.630     | Bị hư hại    |
| 24 tháng 12, 1941 | HMS Salvia   | Hải quân Hoàng gia Anh | 925       | Bị đánh chìm |